# Heinrich Lang (festő, 1838–1891)

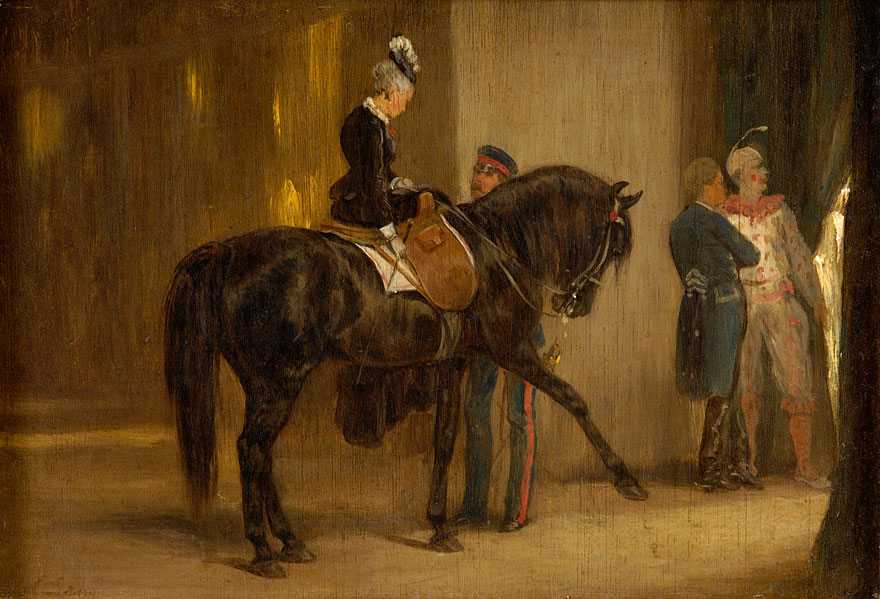
Heinrich Lang Vor dem Auftritt (Fellépés előtt) című festménye

Heinrich Lang (Regensburg, 1838. április 24. – München, 1891. július 8.) német festő.

## Pályafutása
Berlinben, Münchenben és Stuttgartban tanult, és elsősorban Voltnak volt a tanítványa. A ménesekben tett tanulmányai által, katonasága alatt, Magyarországon és az al-dunai tartományokban tett utazásain, valamint Párizsban kitűnő katona- és lófestővé képezte ki magát. Részt vett az 1870-71. évi hadjáratban, 1874-ben pedig beutazta Hollandiát, Magyar-, Török-, Görög-, Olaszországot és Kis-Ázsiát. Rendkívüli ügyességgel ábrázolja a lovak legnehezebb mozdulatait, elevenen állítja elénk a lovastámadások rohanását. Legkitűnőbb művei: Pusztai lovak a mocsárban; Magyar lovak; Párizsi lóverseny; A sedani csata; A floingi támadás; A Bredow-dandár támadása Vionvillenél; Részlet a wörthi csatából.